# Pedàrit
Pedàrit o Pedàret (grec antic: Πεδάριτος / Παιδάρετος, llatí: Pedaritus o Paedaretus), fill de Lleó, fou un militar espartà del segle v aC.
Va ser enviat junt amb Astíoc a la mar Egea i després de la conquesta de Iasos, va ser nomenat governador de Quios l'estiu del 412 aC, segons diu Tucídides. Va marxar per terra a Milet i va arribar a Èritres, d'on va creuar a Quios just quan el partit aristocràtic de Lesbos va demanar ajut a Astíoc per prendre el poder, però degut a l'oposició del govern de Quios i, per tant, la negativa de Pedàrit, Astíoc va haver de renunciar a aquesta ajuda. Astíoc es va revenjar de Quios quan el seu govern li va demanar ajut contra els atenencs que havien fortificat Delfínion sota les ordres d'Estrombíquides, denegant l'ajut demanat. Pedàrit es va queixar al govern d'Esparta de la conducta de l'almirall, que va enviar una comissió d'investigació.
Com que part dels habitants de Quios no estaven satisfets del govern de Pedàrit per la duresa amb què havia actuat, van dirigir també una queixa contra ell al govern d'Esparta, i consta que la seva mare Teleuta li va enviar una carta on el renyava, diu Plutarc. Mentre els atenencs van completar la seva feina a Quios que estava a punt de caure a les seves mans a menys d'un ajut massiu dels espartans, que Pedàrit va reclamar a l'illa de Rodes. Pedàrit va fer llavors un sobtat atac al campament atenenc i el va assaltar, però el principal contingent atenenc va tornar a temps i el va derrotar i Pedàrit va morir a la lluita l'any 411 aC.